# Senat von Kansas

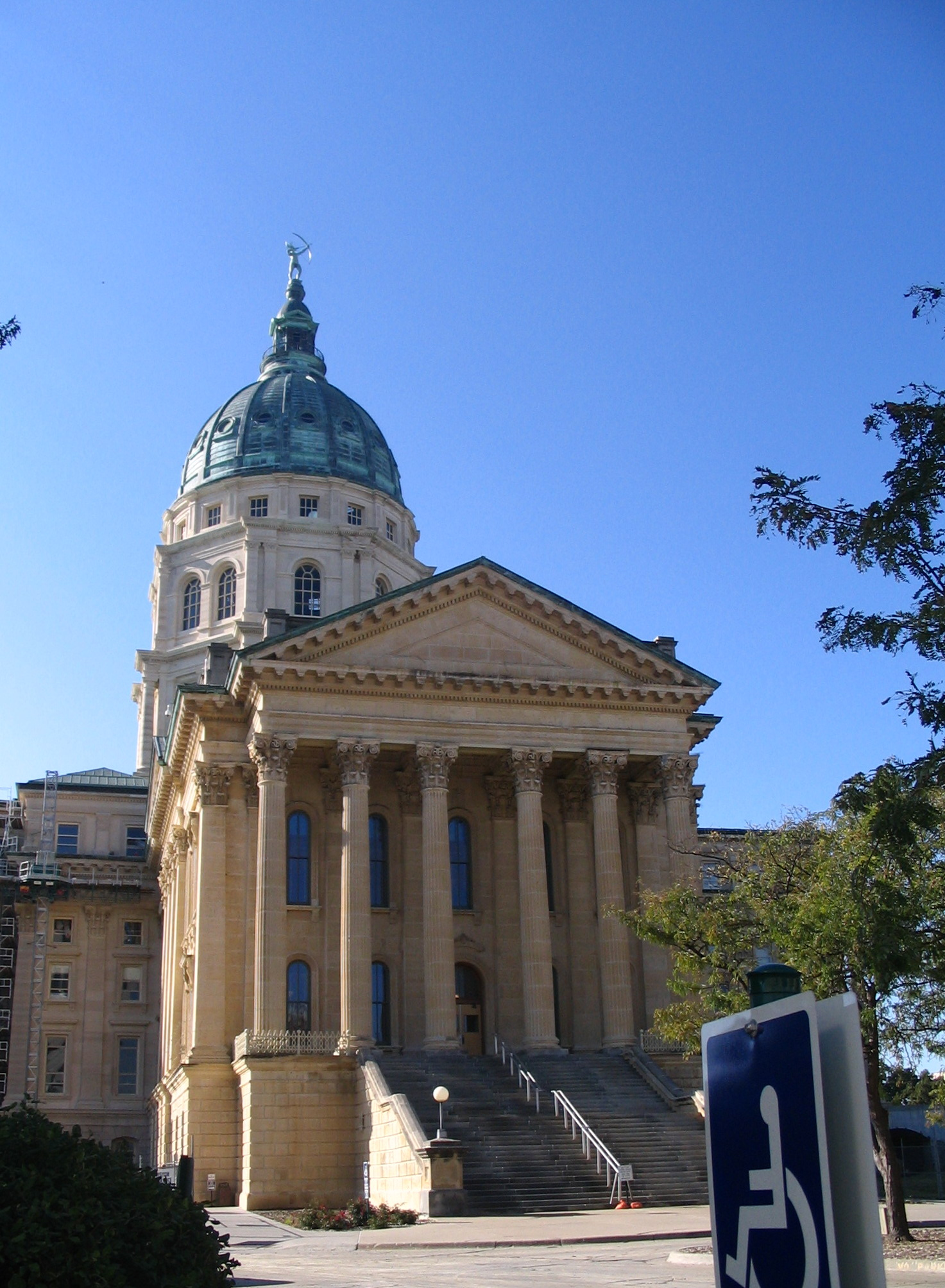
Kansas State Capitol

Der Senat von Kansas (Kansas State Senate) ist das Oberhaus der Kansas Legislature, der Legislative des US-Bundesstaates Kansas.
Die Parlamentskammer setzt sich aus 40 Senatoren zusammen, die jeweils einen Wahldistrikt repräsentieren. Jede dieser festgelegten Einheiten umfasst eine Zahl von durchschnittlich 60.000 Einwohner. Die Senatoren werden jeweils für vierjährige Amtszeiten gewählt; eine Beschränkung der Amtszeiten existiert nicht. Der Sitzungssaal des Senats befindet sich gemeinsam mit dem Repräsentantenhaus im Kansas State Capitol in der Hauptstadt Topeka.

## Aufgaben des Senats
Wie in den Oberhäusern anderer Bundesstaaten und Territorien sowie im US-Senat fallen dem Senat von Kansas im Vergleich zum Repräsentantenhaus spezielle Aufgaben zu, die über die Gesetzgebung hinausgehen. So obliegt es dem Senat, Nominierungen des Gouverneurs in dessen Kabinett, weitere Ämter der Exekutive sowie Kommissionen und Behörden zu bestätigen oder zurückzuweisen.

## Struktur der Kammer
Der Präsident des Senats ist das Oberhaupt der Parlamentskammer. Er ist ein Mitglied des Organization, Calendar and Rules Committee, das Abgeordnete für alle Senatsausschüsse und Joint Committees ernennt. Bei Bedarf kann er auch andere Ausschüsse und Unterausschüsse schaffen. Im Gegensatz zu anderen Staaten ist der Vizegouverneur von Kansas nicht das Oberhaupt des Senats. Seit einer Ergänzung der Verfassung von Kansas im Jahr 1972 haben sich die Aufgaben des Vizegouverneurs geändert. Heute ist er in anderen Gebieten der Staatsregierung tätig, wie den Ausschüssen betreffend Militärgeschäften und Krankenversicherungen. In Abwesenheit des Senatspräsidenten sitzt der Vizepräsident dem Senat vor. Der Präsident des Senats weist mögliche Gesetzesentwürfe an die Ausschüsse weiter und der Mehrheitsführer (Majority leader) bestimmt dann den Kalendertag und verfügt die Erörterung im Plenarsaal des Senats. Das Organization, Rules and Calendar Committee besteht aus dem Präsidenten, Vizepräsidenten, Majority Leader, Assistant Majority Leader, Minority Leader und vier gewählten Senatoren durch die Mehrheitsfraktion.
Derzeitiger Senatspräsident ist der Republikaner Stephen Morris, 39. Wahlbezirk (Garden City und Ulysses).
Zum Mehrheitsführer (Majority leader) wurde der Republikaner Jay Emler, 35. Wahlbezirk (McPherson und Ellsworth), gewählt; Oppositionsführer (Minority leader) ist der Demokrat Anthony Hensley, 19. Wahlbezirk (Topeka, Burlingame und Osage City).

## Zusammensetzung der Kammer
| Partei   | Partei                 | Abgeordnete |
| -------- | ---------------------- | ----------- |
|          | Republikanische Partei | 32          |
|          | Demokratische Partei   | 8           |
| Summe    | Summe                  | 40          |
| Mehrheit | Mehrheit               | 24          |